# آزمون توماس

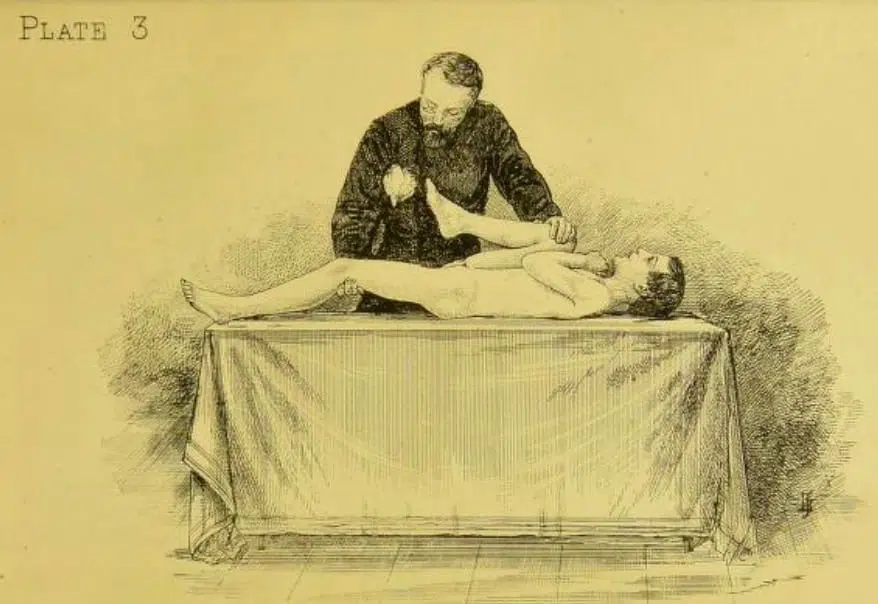
تصویری از آزمون توماس. برگرفته از کتاب «بیماری‌های مفصل ران، زانو و مچ پا: با توضیح ناهنجاری‌های آنها، درمان‌شده با روشی جدید و کارآمد»، ۱۸۷۵
.

آزمون توماس (انگلیسی: Thomas test) نوعی معاینه بالینی است که نامش را از جراح ارتوپد ولزی هیو اوون توماس می‌گیرد و برای رد هم‌کشش انقباضی (کنتراکتور) فلکشن مفصل ران (خم شدن ناکامل ثابت مفصل ران) و «سندرم پسواس» (آسیب ماهیچهٔ پسواس) به‌کار می‌برد. سندرم پسواس اغلب در دوندگان، رقصنده‌ها و ژیمناست‌هایی که از «سفتی» لگن شکایت دارند و در هنگام خم شدن در ناحیه کمر احساس «دررفتگی» دارند دیده می‌شود.